# 769
Раннє Середньовіччя. У Східній Римській імперії триває правління Костянтина V. Більшу частину території Італії займає Лангобардське королівство, Рим і Равенна під управлінням Папи Римського, деякі області на півночі та на півдні належать Візантії. Франкське королівство розділене на дві частини, в яких правлять сини Піпіна Короткого Карл та Карломан. Піренейський півострів, окрім Королівства Астурія, займає Кордовський емірат. В Англії триває період гептархії. Центр Аварського каганату лежить у Паннонії. Існують слов'янські держави: Карантанія та Перше Болгарське царство.
Аббасидський халіфат займає великі території в Азії та Північній Африці. У Китаї править династія Тан. В Індії почалося піднесення імперії Пала. У Японії триває період Нара. Хазарський каганат підпорядкував собі кочові народи на великій степовій території між Азовським морем та Аралом. Територію на північ від Китаю займає Уйгурський каганат.
На території лісостепової України в VIII столітті виділяють пеньківську й корчацьку археологічні культури. У VIII столітті тривало швидке розселення слов'ян. У Північному Причорномор'ї співіснують різні кочові племена, зокрема булгари, хозари, алани, авари, тюрки, кримські готи.

## Події
- Франкський король Карл придушив повстання герцога Аквітанії Гунольда II і прийняв здачу герцога гасконського Лупа.
- 17 грудня відбулося одруження Лева, сина Костянтина Копроніма, зі знатною афінянкою Іриною.
- Папа Стефан провів Латеранський синод, на якому змінено процедуру обрання пап так, щоб ними не могли ставати миряни, й засуджено іконоборство.
- Після смерті княза Хотимира в Карантанії почалося повстання проти охрещення.